# Известь (река)
Известь — река в России, протекает в Мордовии и Рязанской области. Правый приток реки Выши.

## География
Река берёт начало у посёлка Известь Зубово-Полянского района Мордовии. Течёт на запад через берёзовые леса Шацкого района Рязанской области. Устье реки находится неподалёку от села Эммануиловка в 3,5 км от устья Выши. Длина реки составляет 28 км, площадь водосборного бассейна — 226 км².
Притоки реки: Покатай, Бурова, Карля, Кужля (правые) и Вячка (левый).

## Данные водного реестра
По данным государственного водного реестра России относится к Окскому бассейновому округу, водохозяйственный участок реки — Цна от города Тамбов и до устья, речной подбассейн реки — Мокша. Речной бассейн реки — Ока.
Код объекта в государственном водном реестре — 09010200312110000029966.